# توبسي
توبسي (1875 - 4 يناير 1903) (بالإنجليزية: Topsy)‏ هي فيلة آسيوية قُتلت بالصعق الكهربائي في منتزه كوني آيلاند بنيويورك في يناير 1903.
وُلدت توبسي في جنوب شرق آسيا حوالي عام 1875، وتم جلبها سراً إلى الولايات المتحدة بعد ذلك بقليل، وتمت إضافتها إلى قطيع من الفيلة المُؤَدّية في سيرك Forepaugh.

## الموت
خلال 25 عامًا في Forepaugh، اكتسبت توبسي سمعة باعتبارها «فيلًا سيئًا»، حيث تسببت في قتل ثلاثة أشخاص بمن فيهم مدرب كان يحاول إجبارها على ابتلاع سيجارة، فقرر أصحاب السيرك إعدامها.
وبعد تفكير في طريقة إعدامها، أبلغ القائمون على «لونا بارك» توماس إديسون مخترع المصباح برغبتهم، ولم يتردد الرجل في قبول العرض.استأجر إديسون للحدث طاقما للتصوير، وأعلن أن «توبسي» ستُعدم باستخدام التيار المتناوب. وعند اللحظة المحددة، وقف 1500 متفرّج ليروا «توبسي» للمرة الأخيرة بينما يمرّ حوالي 6600 فولت خلال جسدها لتسقط قتيلة في ثلاث ثوان.

## روابط خارجية
- توبسي على موقع IMDb (الإنجليزية)